# Ayodhya (distrikt)
Ayodhya (hindi: फैजाबाद जिला) er et distrikt i den indiske delstat Uttar Pradesh. Distriktets hovedstad er Faizabad. 

## Demografi
Ved folketællingen i 2011 var der 2,468,371 indbyggere i distriktet, mod 2,088,928 i 2001. Den urbane befolkning udgør 13,89 % af befolkningen.
Børn i alderen 0 til 6 år udgjorde 14,06 % i 2011 mod 18,31 % i 2001. Antallet af piger i den alder per tusinde drenge er 945 i 2011.